# Septobasidium rhabarbarinum
Septobasidium rhabarbarinum är en svampart som först beskrevs av Jean François Montagne, och fick sitt nu gällande namn av Giacopo Bresàdola 1916. Septobasidium rhabarbarinum ingår i släktet Septobasidium och familjen Septobasidiaceae.   Inga underarter finns listade i Catalogue of Life.